# Нордвестукермарк
Нордвестукермарк (њем. Nordwestuckermark) општина је у њемачкој савезној држави Бранденбург. Једно је од 34 општинска средишта округа Укермарк. Према процјени из 2010. у општини је живјело 4.922 становника. Посједује регионалну шифру (AGS) 12073429.

## Географски и демографски подаци
Нордвестукермарк се налази у савезној држави Бранденбург у округу Укермарк. Општина се налази на надморској висини од 80 метара. Површина општине износи 253,2 km². У самом мјесту је, према процјени из 2010. године, живјело 4.922 становника. Просјечна густина становништва износи 19 становника/km².

## Међународна сарадња
| Мјесто | Држава     | Врста сарадње | Од    |
| ------ | ---------- | ------------- | ----- |
|        | Русија     | партнерство   | 1997. |
|        | Пољска     | партнерство   | 1990. |
|        | Швајцарска | пријатељство  | 2000. |
| Извор  |            |               |       |